# Probles brevicauda
Probles brevicauda är en stekelart som beskrevs av Horstmann 1981. Probles brevicauda ingår i släktet Probles och familjen brokparasitsteklar. Inga underarter finns listade i Catalogue of Life.